# Крістофер Міллер (журналіст)
Крі́стофер Мі́ллер (Christopher Miller) — американський журналіст. З 2014 року висвітлював російсько-українську війну як військовий кореспондент.

## Біографія
Походить з міста Портленд, штат Орегон.
Крістофер Міллер потрапив до Артемівська (нині Бахмут) влітку 2010 року як волонтер «Корпусу миру».
У 2013—2014 роках був редактором українського видання Kyiv Post. Входив до складу редакції Kyiv Post, що у 2014 році була відзначена Почесною відзнакою Школи журналістики в Університеті Міссурі.
Працював старшим кореспондентом у виданні Mashable. Працював у виданнях Politico і BuzzFeed News. З жовтня 2022 року працює у виданні Financial Times як шеф-кореспондент.
У 2015 році опублікував статтю «Війна прийшла до мене» про війну на Донбасі. У 2023 році, після початку повномасштабного російського вторгнення до України, опублікував репортажно-автобіографічну книгу «Війна прийшла до нас» (англ. The War Came To Us: Life and Death in Ukraine) про російсько-українську війну. Книгу замовило видавництво Bloomsbury Publishing напередодні вторгнення та надрукувало 50-тисячним тиражем. На обкладинці книги — фото українського прапора з Іловайська від загиблого військового репортера Макса Левіна.